# Subachoque
Subachoque – miasto w Kolumbii, w departamencie Cundinamarca.